# Sergio II de Amalfi
Sergio II fue un duque de Amalfi, el hijo y sucesor de Juan I, quien correinó con su padre hasta la muerte de éste en 1007.
Sergio hizo de su hijo mayor Juan II co-duque, pero ambos fueron destituidos en 1028 por su esposa María de Capua y su hijo menor Manso II. Él y Juan huyeron a Constantinopla, de donde nunca regresó. La fecha de su muerte es, por lo tanto, desconocida.
Además de sus hijos, que gobernaron Amalfi en diferentes ocasiones, Sergio dejó una hija de su esposa María, que era la hermana de Pandulfo IV de Capua. Amatus de Montecassino escribió que «la hija del patricio de Amalfi, que era sobrina de Pandolfo, como la esposa del patricio era la hermana de Pandolfo», se casó con Ranulfo Drengot.